# Třeboňské seníky
Třeboňské seníky jsou památkově chráněné seníky, které stojí volně uspořádané okolo jihočeského města Třeboň na Mokrých lukách, severovýchodně od historického jádra města. Jsou dokladem hospodaření v době do nástupu moderního zemědělství.

## Využití
Tyto stavby v extravilánu Třeboně jsou posledními doklady roubených staveb v této oblasti, jaké jsou jinak obvyklé spíše v horských oblastech. V letním období se do nich ukládalo seno a až v zimě, kdy podmáčená půda zamrzla, se sváželo do stavení.  Tyto seníky byly ukázkou zemědělských praktik v minulosti, a byly proto prohlášeny za kulturní památku. V minulosti byly některé seníky záměrně demolovány, některé vyhořely. 

## Historie
V roce 1963 byl do státního rejstříku pod rejstříkovým číslem 3-2341 zapsán jako kulturní památka soubor 54 seníků, což bylo následně v rejstřících zpětně interpretováno jako trvání jejich ochrany od počátku účinnosti prvního památkového zákona, tj. od 3. 5. 1958, kdy ještě nebyly jako památky zapsány. V MonumNetu bylo v době ukončení jeho aktualizace vyjmenováno podle starých, již neplatných parcelních čísel 34 seníků číslovaných od 1 do 34. Zpráva NPÚ o stavu ohrožené památky z roku 2007 (aktualizovaná 2014) hovoří již jen o 33 památkově chráněných senících. V mapové aplikaci GIS, dostupné z Památkového katalogu, není k nalezení zaměření seníků č. 13 a 17; mezi evidovanými seníky jsou však i některé, po nichž na zaměřeném místě nejsou patrné žádné stopy, a naopak některé zřetelné zbytky seníků v souboru vedeny nejsou. 
V roce 1971 vznikla akce seníky. Tehdy bylo napočítáno 54 seníků, všechny měly spodní část poškozenou hnilobou, poškozené byly i střechy. Seníky se začaly opravovat, avšak bez přizvání odborníků zajišťujících rekonstrukci podle odpovídajících dobových stavebních postupů, a proto výsledkem mnohdy bylo více škody než užitku.
V roce 2002 byla řada z nich poškozena během letních povodní. Nejméně jeden seník změnil svoji polohu. Začátkem 21. století bylo v blízkosti Třeboně už jen 34 seníků nebo jejich základů a torza. Do oprav se pustilo město Třeboň, které pro tento účel několik seníků získalo od původních majitelů bezplatným převodem. Město za pomocí dotací zatím opravilo 10 seníků a v činnosti pokračuje. Dochází tak postupně k obnovování krajinného rázu třeboňských Mokrých luk. 
Seníky, krajinotvorný prvek třeboňské krajiny jsou zachované v mnoha dílech malířů, spisovatelů i skladatelů lidových písní. Je možné je vidět také v několika filmech, nejznámějším je Pyšná princezna.
Kromě seníků na Mokrých lukách stály v bezprostřední blízkosti města Třeboně ještě dva seníky větší. Jeden zanikl vyhořením (v lokalitě Hrádeček z něj zbyly pouze kamenné základy mezi cestou do Prátru a Obory a rybníčkem u silničky k penzionům U Voka a Na Hrádečku) a druhý tzv. Schwarzenberský seník stojí dodnes přímo u Zlaté stoky. Tento seník je zcela výjimečný, neboť je historicky doložen ve Státním oblastním archivu v Třeboni, kde jsou uloženy původní listiny o povolení stavby včetně stavební dokumentace z roku 1900. Tento seník byl v letech 2010–2012 zrekonstruován na penzion. Přestože tím bylo původní využití zcela nahrazeno současnou potřebou, za vybudování architektonicky zdařilé vnější repliky původního objektu obdržela stavba v roce 2013 ocenění PRESTA – Prestižní stavba jižních Čech v kategorii I.N – Občanské a průmyslové stavby – Novostavby. 
Do roku 2016 město Třeboň získalo 12 seníků do svého vlastnictví. V roce 2010 byla zahájena postupná oprava a obnova seníků, které jsou v majetku města (v roce 2010 opraven seník č. 1, v roce 2011 seníky č. 4 a 9, v roce 2012 seníky č. 27, 34 a 14, v roce 2013 byly opraveny seníky č. 20 a 23, v roce 2014 byla připravena další vlna oprav seníků v majetku města). Většina seníků, které jsou v soukromém vlastnictví, stále vyžaduje okamžitou opravu, neboť jejich stav je na pokraji zániku. Důsledkem nedostatečné údržby, vandalismu či povodní je stav některých seníků havarijní, jejich konstrukce je vyžilá, napadena plísněmi, střechy jsou rozbité, destruovány jsou i svislé roubené stěny. Na některých senících však byla v uplynulé době prováděna nejnutnější údržba, jejich konstrukce jsou z velké části nahrazeny novými materiály.

## Galerie

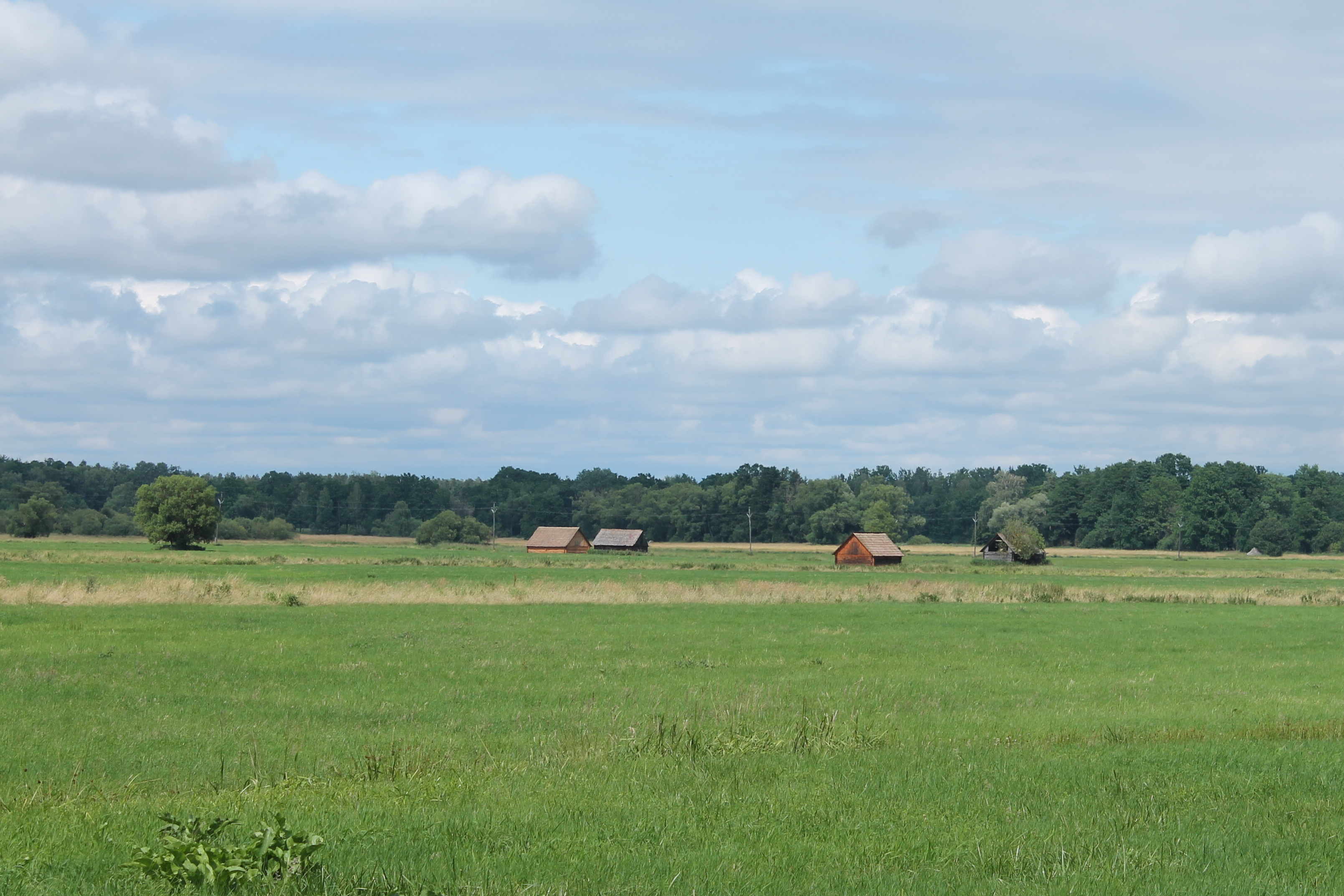
Skupina seníků
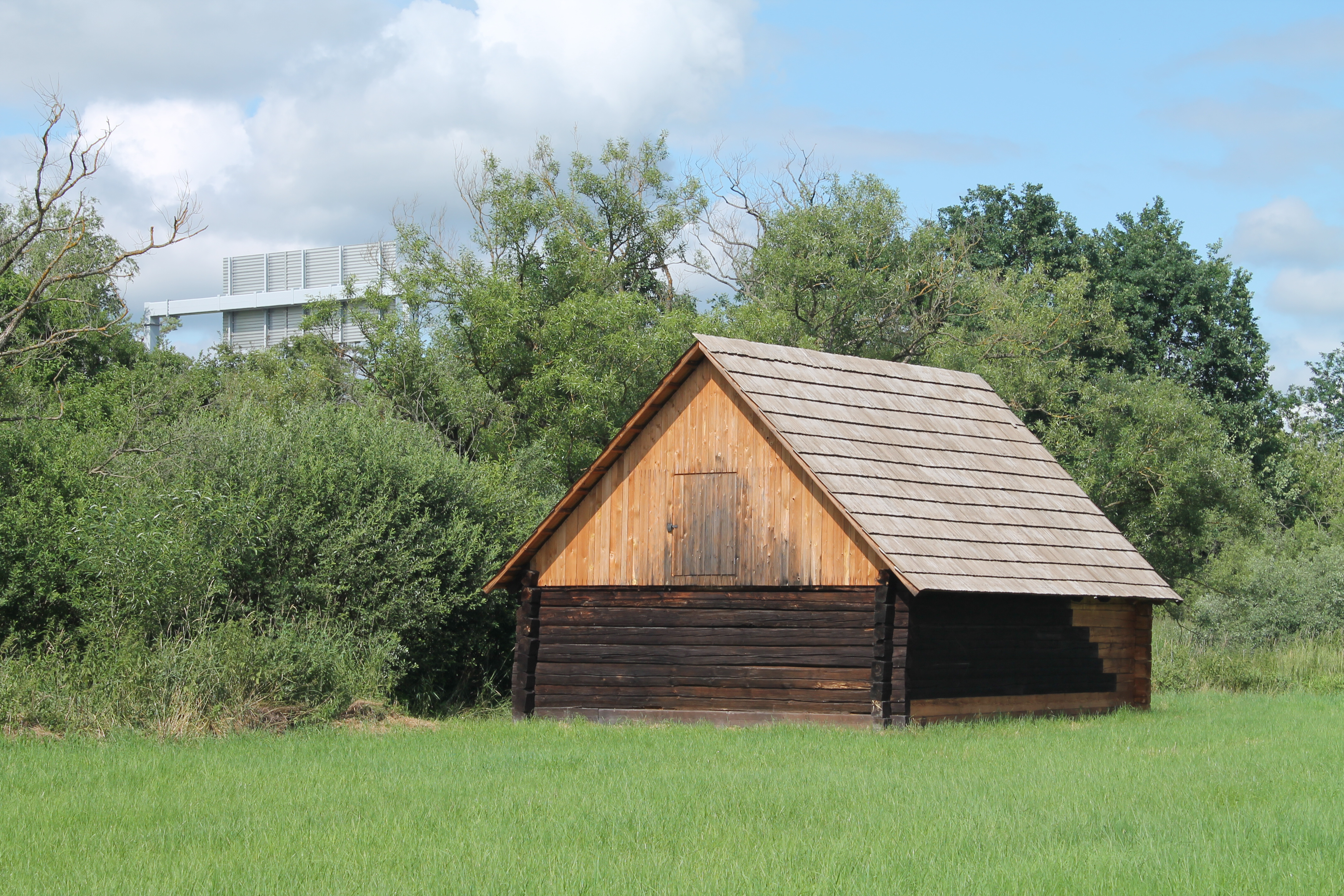
Rekonstruovaný seník u silnice I/34
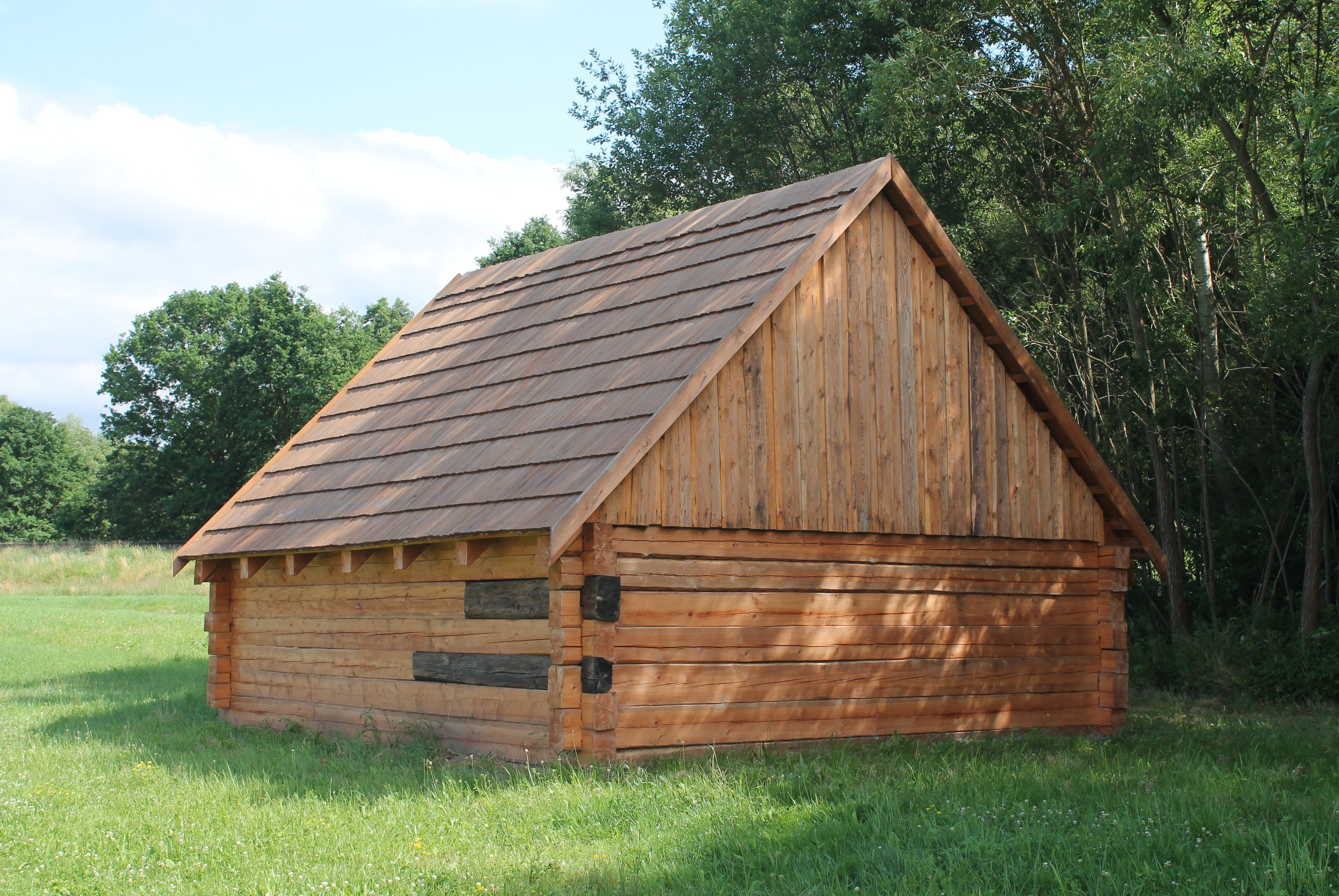
Rekonstruovaný seník u železniční tratě
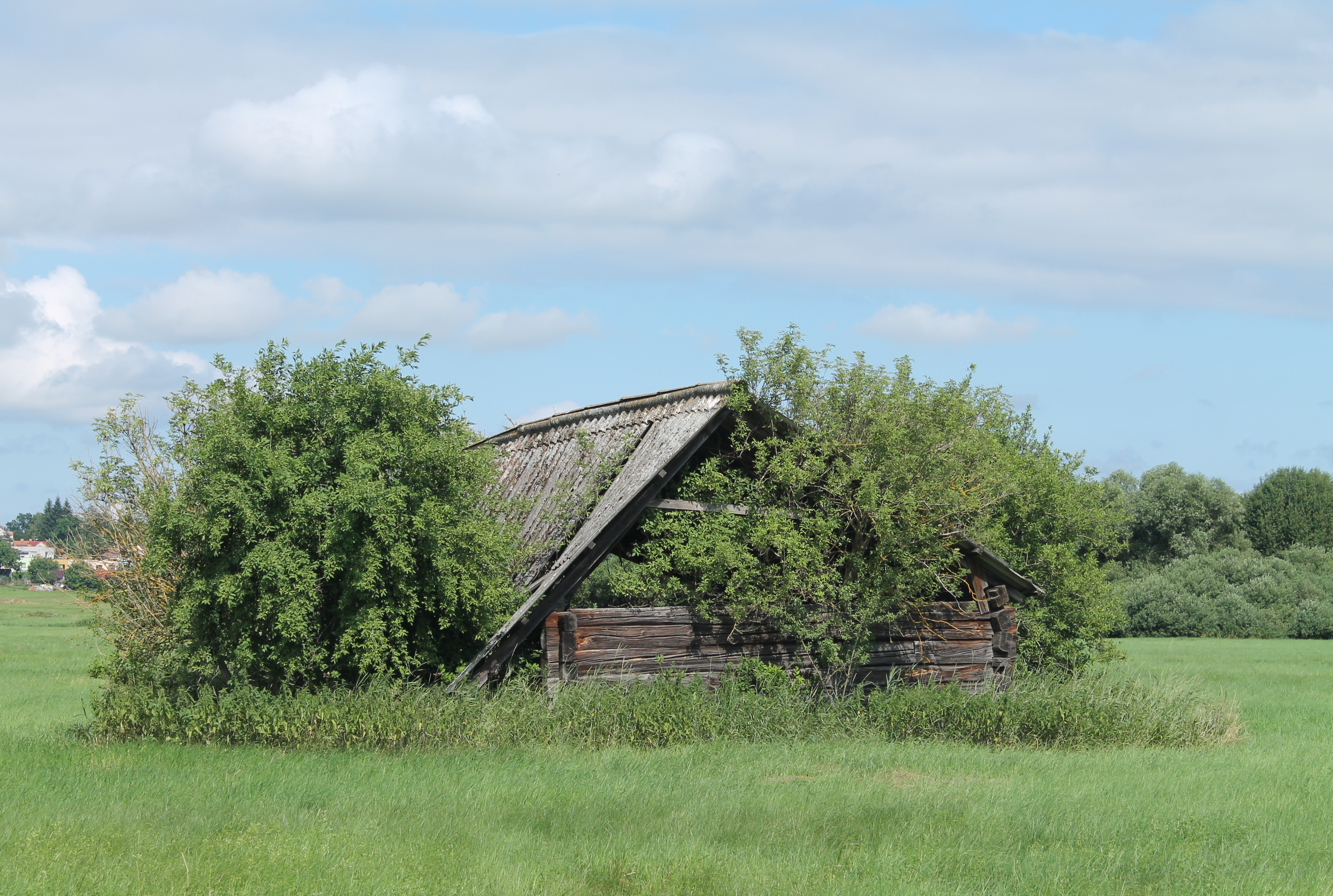
Zchátralý seník u čistírny odpadních vod
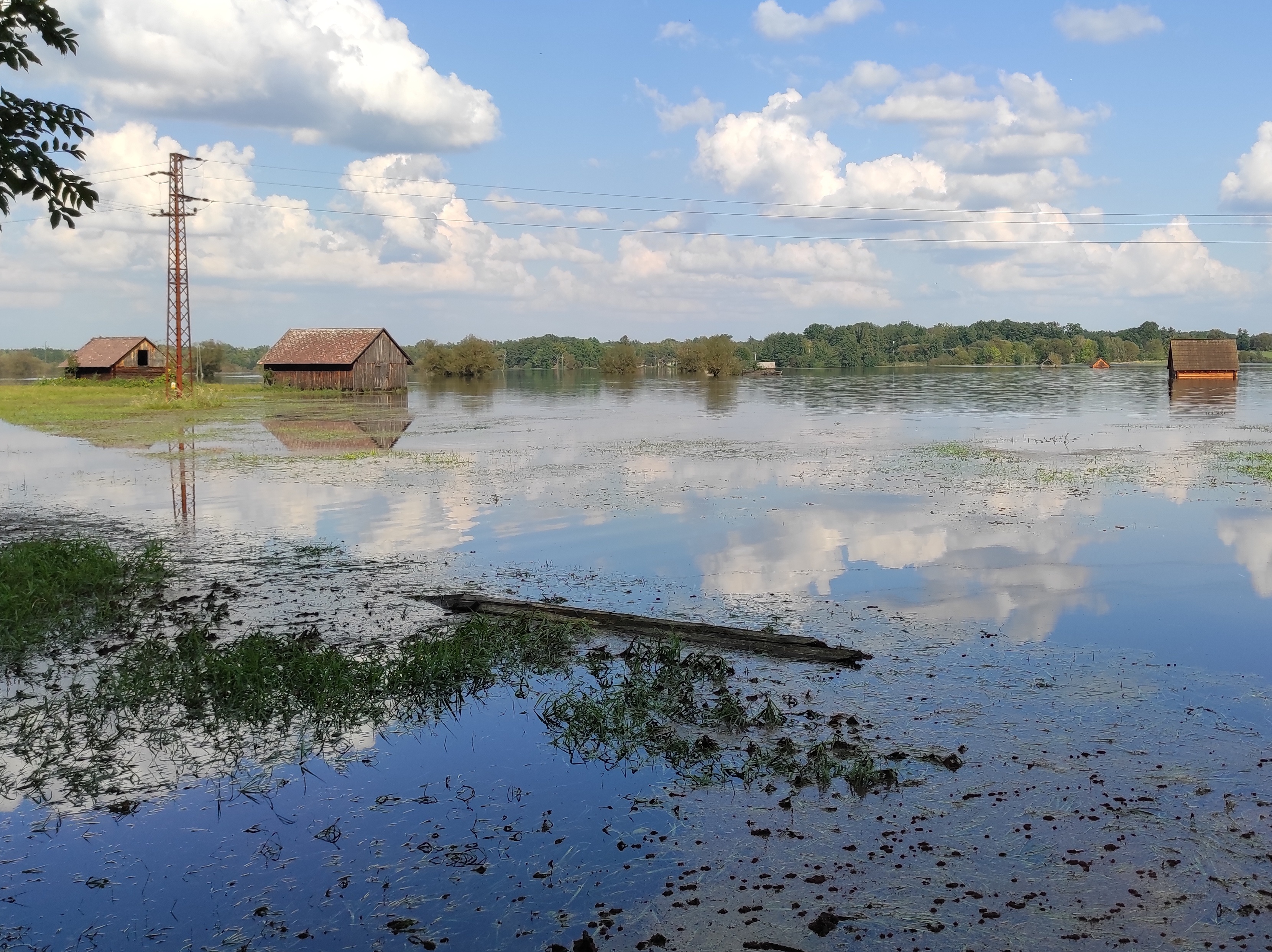
Zaplavené seníky v září 2024